# Ad hoc
 是一个拉丁文常用短语。这个短语的意思是“特设的、特定目的的（地）、即席的、临时的、将就的、专案的”。这个短语通常用来形容一些特殊的、不能用于其它方面的，为一个特定的问题、任务而专门设定的解决方案。这个词汇須与  区分。
这个短语通常用来形容的东西包括一些为一个特别问题而设立的国家级或者国际性的组织、组委会以及合约等。在其他方面，譬如特殊环境下所组建的军队单位、手工制作的服装、临时搭建的网络协议或者是满足特殊条件的方程式等也可使用这个短语来进行形容。
Ad hoc 同时也包含有负面的评价，表明所形容的事物是一个权宜之计、不周密的计划或者是一个即兴举办的活动。

## Ad hoc（非常设）委员会、合约或组织
Ad hoc （非常设）组织，包括各种组委会以及私人的非营利机构这样一个名称通常被使用在当一个事物需特别考虑或者没有全权负责的组织机构对其进行处理评判的情况下。通常情况下这些委员会会使用临时的准则（包括对所处理事务的大致的概况、对标准规范的回顾或者是借助其所属组织的相关章程）。
一个 ad hoc （非常设）组织在某些时候可能具有一个长期或者不确定的生命周期。在这些情况下，一个初期的工作组或者一个论坛可以让该组织拥有更为持久的存在形式。一个典型的例子是欧洲安全和合作组织。
根据 英美编目规则（第二版） 中的相关内容， ad hoc （非常设）活动（比如运动员比赛、展览、探险、展销会以及节日）会被认作一个法人团体，并且这些活动会被认作是和法人团体进行接触的方式。 

## Ad hoc假设（又作“特例假设”或者“特设性假设”）
在科学和哲学领域，ad hoc 的意思是通过对一个理论提出外围假设以防止这个理论变成一个错误的理论。

## Ad hoc查询（又作“即席查询”）
Ad hoc 查询（即席查询）是信息学的一个术语。
许多应用软件系统都有一个潜在的、只能通过有限的请求和报告才能访问的数据库。通常是通过一些特定的菜单进行访问，并且已经被程序专家细心设计过、预先编制好并且做过性能优化。
与其对照的是 "ad hoc" 报告系统（又作“专案报告系统”）。这个系统允许终端用户自己去建立特定的、自定义的查询请求。通常是通过一个用户友好的图形界面来进行数据查询而无需用户对 SQL 或者数据库架构有深入的了解。
由于这样一个系统可能会降低实时系统的效率，因此该系统通常会在数据仓库开放。
Ad hoc 查询或报告（即席查询或报告）是 商业智能的一个次要的话题，它还经常与OLAP、数据仓库、数据挖掘和其他工具相提并论。 

## Ad hoc军事（又作“特设军事”）
在军队中，ad hoc 单位（特设单位）通常在不可预期的情况下建立，特设单位经常与其他军事单位合作以便进行快速行动。一个典型的例子是军事突围。

## Ad hoc网络（又作“临时网络”、“自组网”或“随建即连网络”）
作为一个术语，ad hoc 网络（临时网络）通常指的是没有预先计划或者按很低的计划由一些网络设备组建在一起的临时网络。

## 更多阅读
- Howard, R., , Perseus, 2002